# Флаг Радужного (Владимирская область)
Флаг ЗАТО городского округа «Город Ра́дужный» Владимирской области Российской Федерации.
Флаг утверждён 10 февраля 2003 года и внесён в Государственный геральдический регистр Российской Федерации с присвоением регистрационного номера 1147.

## Описание
«Флаг города Радужного представляет собой прямоугольное белое полотнище с соотношением сторон 2:3, воспроизводящее гербовую композицию: радугу (красная, жёлтая и синяя полосы в 1/9 ширины полотнища каждая) и поверх неё зелёные ель и берёзу, причём ель накрывает край берёзовой кроны».

## Обоснование символики
Флаг по своему содержанию един и гармоничен: все фигуры флага — серебряное поле, радуга, ель, берёза отражают исторические, географические и социально-экономические особенности города Радужного.
Город Радужный, основанный в 1971 году как посёлок для сотрудников оборонного ОКБ «Радуга», созданного для решения перспективных задач в области лазерных и оптико-электронных систем народно-хозяйственного и оборонного назначения, сегодня является закрытым административно-территориальным образованием для обеспечения особых условий безопасного функционирования градообразующего лазерного полигона и экологической безопасности населения.
Радуга аллегорически отражает название и города и градообразующего предприятия — федерального государственного унитарного предприятия «Государственный научно-исследовательский испытательный лазерный центр (полигон) Российской Федерации „Радуга“ имени И. С. Косьминова», делая тем самым флаг гласным.
Радуга — одна из древнейших эмблем, как отражение солнца аллегорически символизирует дорогу к счастью, «временно ставшую видимой».
Ель и берёза отражают красоту местной природы.
Зелёный цвет означает экологию, стабильность, здоровье.
Белый цвет (серебро) в геральдике — символ веры, чистоты, искренности, чистосердечности.
Синий цвет (лазурь) в геральдике означает славу, честь, верность, искренность.
Жёлтый цвет (золото) — символ высшей ценности, богатства, величия, постоянства, прочности, силы, великодушия, интеллекта и солнечного света.
Красный цвет в геральдике — символ храбрости, мужества, красоты и труда.